# Jean-Joseph Taillasson
Jean-Joseph Taillasson (Blaye, 6 luglio 1745 – Parigi, 11 novembre 1809) è stato un pittore, illustratore e critico d'arte francese.

## Biografia
Jean-Joseph Taillasson nacque a Blaye, nei pressi di Bordeaux, figlio di Jean-Joseph Taillasson e di Jeanne Sermansan.
Assieme al pittore Pierre Lacour, si trasferì a Parigi per compiere la sua formazione artistica ed entrò dapprima nell'atelier di Joseph-Marie Vien e in seguito in quello di Nicolas-Bernard Lépicié. Nel 1769 fu ammesso al prix de Rome ed ottenne il terzo premio, mentre Lacour ottenne il secondo e Joseph Barthélémy Le Bouteux vinse il primo. Il soggetto era Achille dépose le cadavre d'Hector aux pieds de celui de Patrocle. Taillasson partì dunque per Roma e nel 1774 ottenne la valutazione positiva dell'Académie di Bordeaux. Rimase a Roma quattro anni durante i quali maturò la sua collocazione stilistica: fu tra i primi ad esprimersi secondo la concezione neoclassica lavorando come ritrattista e pittore storico.
Al suo ritorno in Francia Taillasson si fece apprezzare dall'Académie royale de peinture et de sculpture di Parigi presentando il quadro Naissance de Louis XIII (oggi al Museo nazionale del castello di Pau). Fu quindi nominato accademico il 27 marzo 1784, e per l'occasione offrì un quadro al Museo di belle arti di Bordeaux: Ulysse et Néoptolène enlevant à Philoctète les flèches d'Hercule.
Assieme alla pittura Taillasson fu anche attivo nella critica d'arte e nella poesia. Famoso è il suo saggio Observations sur quelques grands peintres e alcuni suoi componimenti poetici che, sebbene non numerosi, furono apprezzati per la sua sensibilità.

Taillasson morì a Parigi all'età di 64 anni. 

## Opere nelle collezioni pubbliche
- Museo del Louvre, Parigi :
  - Autoportrait[2]
  - Jeune Homme, vêtu d'une robe, levant les bras
  - Pauline, femme de Sénèque, rappelée à la vie, 1791
  - Un Vieillard, assis, lisant
  - Vieillard drapé, debout, vu de dos
- Museo di belle arti di Bordeaux:
  - Léandre et Héro, 1789
  - Ulysse et Néoptolème enlevant à Philoctète les flèches d'Hercule (opera di presentazione per l'accesso all'Accademia di Bordeaux)
- Musei e collezioni varie:
  - Claude-Louis, comte de Saint-Germain (1707-1778). Castello di Versailles
  - La Madeleine au désert. Museo di belle arti di Montréal
  - La Naissance de Louis XIII. Museo di belle arti di Pau
  - La Nymphe surprise. Museo "des Augustins" a Tolosa
  - Timoléon à qui les Syracusiens amènent des étrangers. Museo Ingres di Montauban, e altra versione dell'opera a Tours, Museo di belle arti di Tours.
  - Délivrance de Saint-Pierre, 1770. Cappella di S. Anna nella cattedrale di S. Pierre di Lisieux
  - Sapho se précipitant à la mer, 1791. Museo di belle arti di Brest
  - Virgile lisant l'Énéide à Auguste et Octavia, 1787, National Gallery (Londra)
  - Printemps (ou Flora) rammène Cupid à la Nature, Bowes Museum, County Durham, UK
  - Sabinus et Eponina découverts par les soldats de Vespasien, 1787[3]
  - Olympia, 1799[3]
  - Andromaque, 1800[3]
  - Rhadamate et Zénobie, 1806[3]

## Pubblicazioni
- Jean-Joseph Taillasson, Observations sur quelques grands peintres dans lesquelles on cherche à fixer les caractères distinctifs de leurs talents, avec un précis de leur vie, Stamperia Duminil-Lesueur, Parigi, 1807 Leggibile on line

## Galleria d'immagini

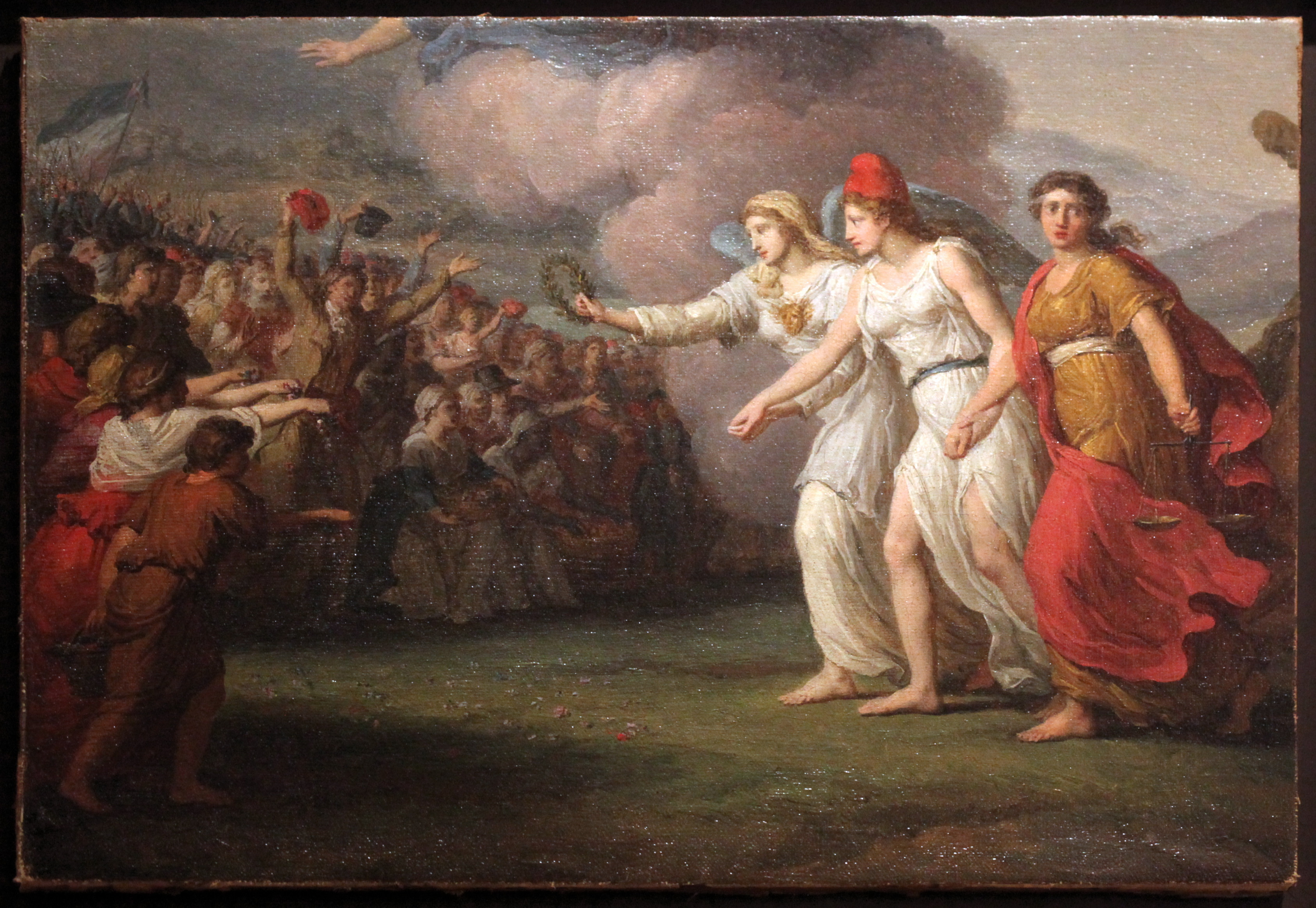
La Libertà riporta ai popoli la Giustizia e la Virtù
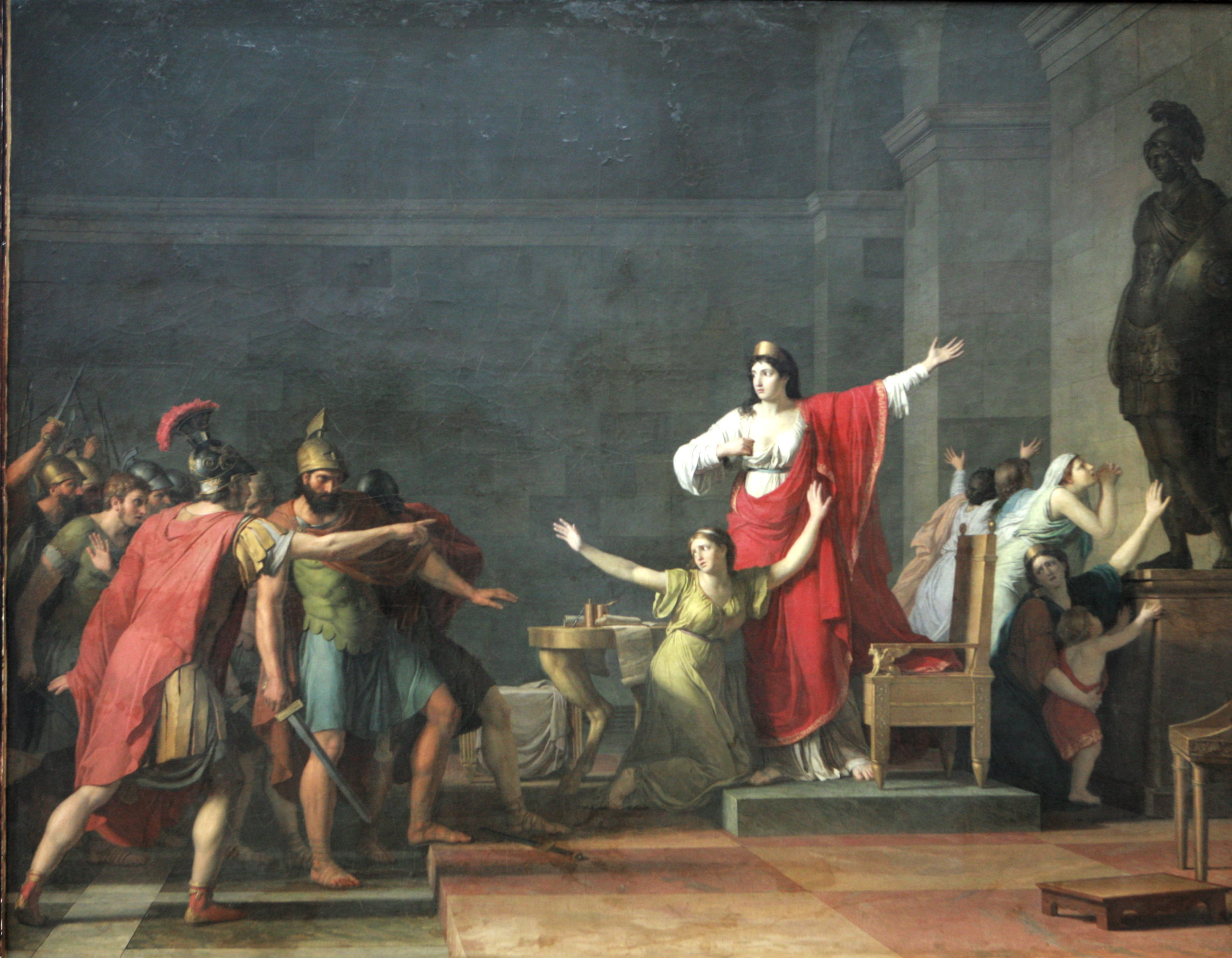
Cassandro e Olimpia
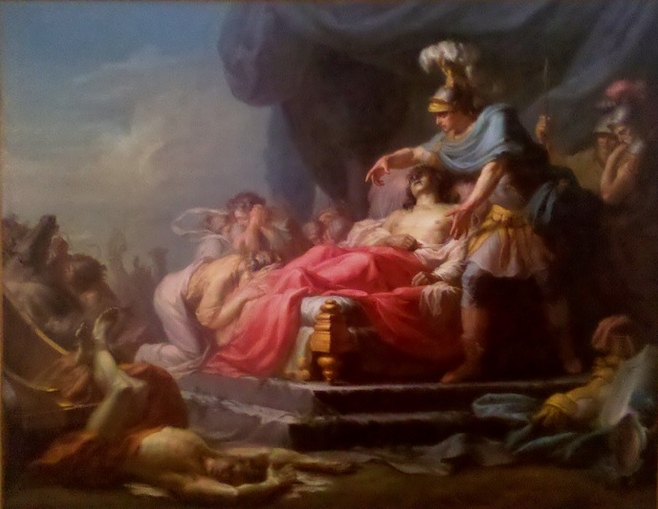
Achille depone il corpo di Ettore. Prix de Rome
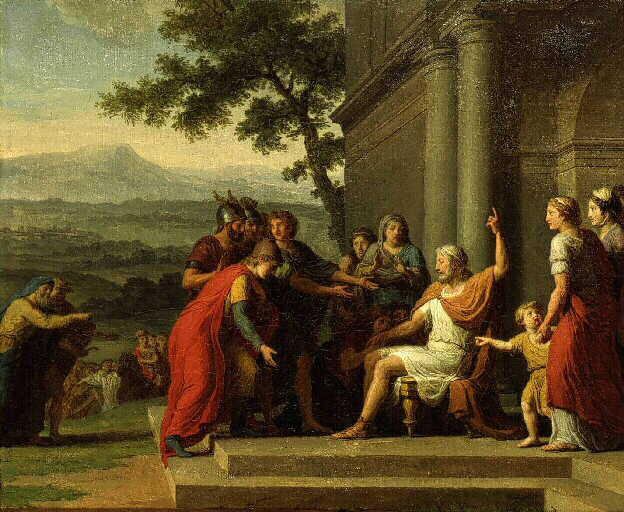
Timoleone e gli stranieri